# Pulvinsyra
Pulvinsyra är en γ-lakton, omättad karboxylsyra och enol som förekommer naturligt hos vissa lavar. Derivat av pulvinsyra förekommer, förutom hos lavar, även hos många basidiesvampar, särskilt av ordningen Boletales. Pulvinsyran upptäcktes och namngavs av den tyske kemisten Adolf Spiegel 1880. Namnet är ett anagram av namnet på dess metylester, vulpinsyra (efter varglavens artnamn vulpina), som är ett starkt gift. Pulvinsyrans struktur klargjordes av den tyske kemisten Jacob Volhard 1894.

## Derivat
Vanligast förekommande hos svampar är xerocomsyra och variegatsyra vilka är hydroxiderivat av pulvinsyra. Ytterligare typer av hydroxiderivat utgörs av isoxerocomsyra, gomphidsyra och atromentinsyra. Pulvinsyra och dess hydroxiderivat kallas kollektivt för "pulvinsyror".
Det förekommer även dimerer av dessa hyroxiderivat, som exempelvis sclerocitrin (dimer av xerocomsyra) och badioner (som badion A och norbadion A).
Genom dekarboxylering av pulvinsyrorna bildas ytterligare föreningar, 2,5-diarylcyklopentenoner, som chamonixin, involutin, gyroporin och gyrocyanin.

Atromentinsyra = pulvinsyra plus en OH-grupp på vardera sexringen.
Xerocomsyra = atromentinsyra plus en OH-grupp på den vänstra sexringen (gomphidsyra har ytterligare en OH-grupp på denna ring).
Isoxerocomsyra = atromentinsyra plus en OH-grupp på den högra sexringen.
Variegatsyra = atromentinsyra plus en OH-grupp på vardera sexringen. (denna bild är vriden ett halvt varv jämfört med de övriga)
Involutin. (Chamonixin saknar den undre av de två OH-grupperna till höger. Detta gör även gyrocyanin som dessutom har ett dubbelbundet syre i stället för den högra OH-gruppen på femringen.)

Pulvinsyrederivatens namn har ofta bildats från namnet på den organism de upptäcktes hos, som variegatsyra från Suillus variegatus, xerocomsyra från Xerocomus chrysenteron och gomphidsyra från Gomphidius glutinosus. Vidare kommer namnet involutin från Paxillus involutus, chamonixin från Chamonixia caespitosa, gyroporin och gyrocyanin från Gyroporus cyanescens, sclerocitrin från Scleroderma citrinum, samt badion från Imleria badia.

## Biosyntes
Hos svamparna framställs pulvinsyraderivaten genom dimerisation av pyruvat av tyrosin (hos lavarna även fenylalanin) till en terfenylkinon (atromentin utgående från två tyrosin; polyporsyra från två fenylalanin). Därefter bryts den centrala quinonringen genom oxidation, varpå en γ-laktonring bildas genom esterifiering. Hos svamparna utgör den bildade atromentinsyran substrat för vidare hydroxylering till de andra pulvinsyrorna.

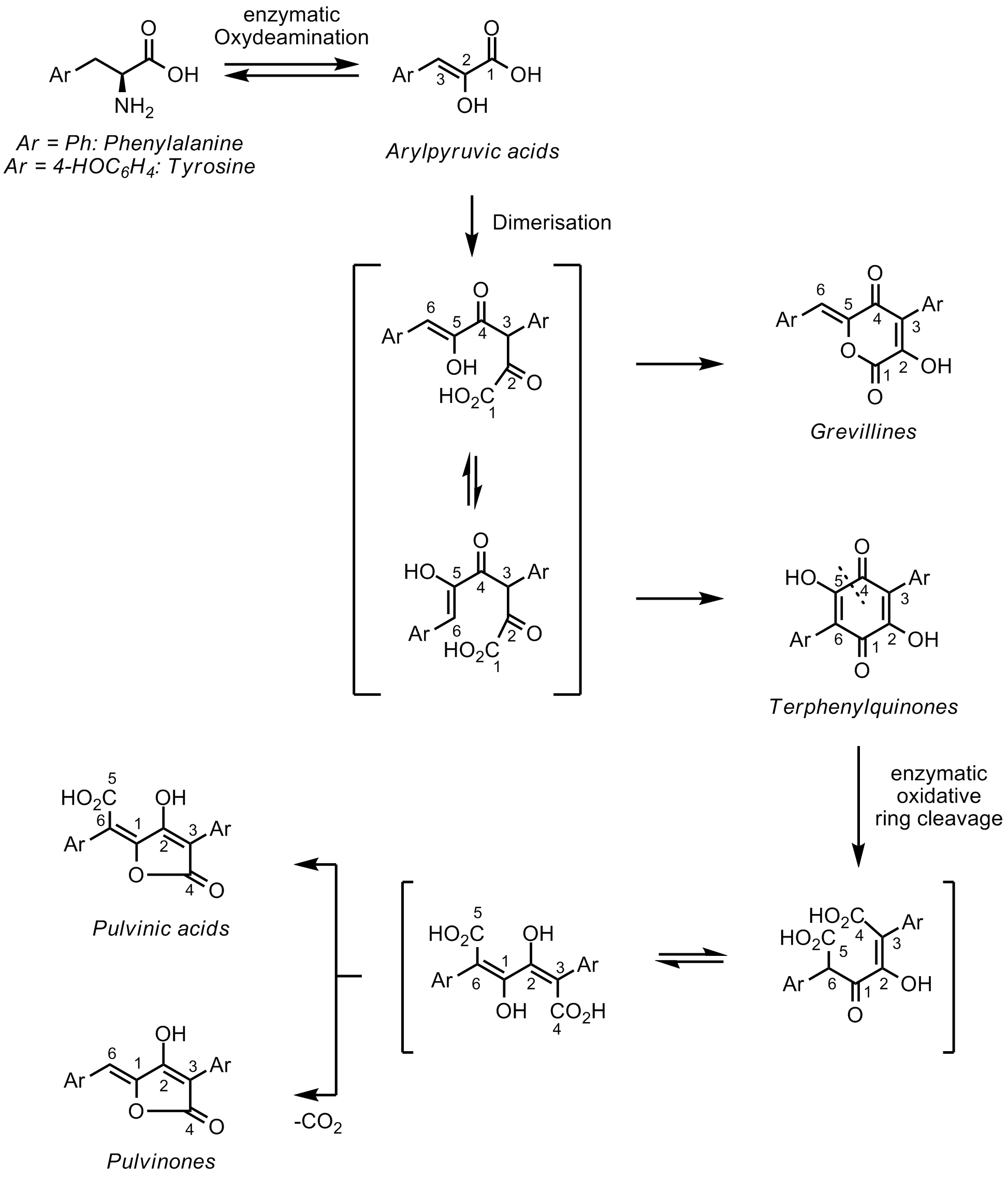
Biosyntes av pulvinsyror utgående från tyrosin eller fenylalanin.
Polyporsyra.
Atromentin.
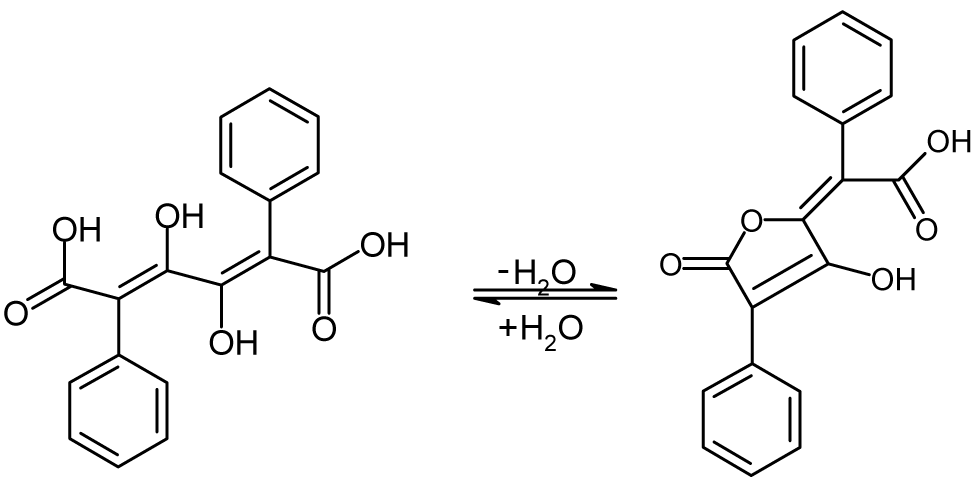
Bildande av laktonen genom esterifiering.

## Egenskaper

Variegatorubin bildas genom oxidation av variegatsyra så att en andra laktonring bildas. (Xerocomorubin saknar den övre OH-gruppen på den högra sexringen.)

Pulvinsyrorna är gula pigment som oxideras till blå quinoner (chinometider) av oxiderande enzymer, vilka frigörs om svampens celler skadas (vilket orsakar det blånande som många soppar uppvisar vid tryck eller i snittytor). Om pulvinsyrorna oxideras i luft utan enzymmedverkan bildas i stället röda färgämnen som variegatorubin och xerocomorubin (sådana står för många av de röda färger man finner hos soppar). Att vissa svampgrupper som saknade porer, som Hygrophoropsidaceae och Sclerodermataceae,  bildade pulvinsyraderivat motiverade deras inkudering i Boletales innan de med molekylärfylogenetiska analyser av DNA visats höra dit.
Vilken funktion pulvinsyra och dess derivat fyller hos lavar och svampar är oklart. Att fungera som repellenter mot angrepp från sniglar och, för lavarnas del, som skydd mot UV-strålning har föreslagits.

## Användning
Pulvinsyrederivaten är de aktiva komponentena vid garnfärgning med soppar och andra svampar inom Boletales.